# Gandoang, Bogor
Gandoang är en administrativ by i Indonesien.   Den ligger i provinsen Jawa Barat, i den västra delen av landet, 29 km sydost om huvudstaden Jakarta.